# Gregorio Garcés Til
Gregorío Garces Til (Alcalá de Gurrea, 28 de noviembre de 1910 - Zaragoza, 28 de octubre de 1988) fue un compositor, organista y musicólogo aragonés.

## Vida
Gregorío Garces Til nació en Alcalá de Gurrea, en la provincia de Huesca. Su primera educación musical fue en Cervera y Vich de la mano de Tomás Luis de Pujadas y Luis Iruarrizaga, para posteriormente terminar sus estudios en el Seminario de Huesca. Permaneció en el seminario de 1940 a 1962, ocupando los cargos de profesor, superior y administrador. Tras ser ordenado sacerdote, opositó con éxito al magisterio de la Catedral de Huesca y fue nombrado en 1947. En Huesca además sería capellán de las carmelitas descalzas de San Miguel y de la Asunción, además de asesor musical de la Sección Femenina de Huesca. Tras partir de Huesca fue sustituido en el cargo por Juan José Mur Bernad.
Desde 1962 fue organista titular de la Basílica del Pilar, junto a Joaquín Broto Salamero, organista de La Seo. Garcés estuvo muy activo en tanto en el coro de infantes del Pilar, como en otros coros, como la Coral de Santa Engracia o el Orfeón Universitario Virgen del Camino. En Zaragoza también amplió sus conocimientos musicales con el organista Gregorio Arciniega Mendi. Posteriormente pasaría por París para estudiar con los profesores Leguenant y Potylon.
Tras su muerte, su plaza no fue sustituida y el organista de La Seo, Broto, ocupó ambos cargos hasta su fallecimiento, que dejó a la basílica sin organistas.

## Obra
A pesar de su excelente formación musical y su dominio de la técnica, sus composiciones son alegres y sencillas, obras menores como responsorios, gozos o villancicos. Sin embargo, destaca su Misa Aragonesa, premiada por el arzobispado de Zaragoza en 1980.
Como músico, recopiló el folclore de su región natal en un Cancionero Popular de la Provincia Aragonesa o Cancionero Popular del Alto Aragón.